# Émilie Caen
Pour les articles homonymes, voir Caen (homonymie).
Émilie Caen  est une actrice française.

## Biographie

### Jeunesse et formation
Émilie Caen est née le 1er janvier 1970,,. Depuis sa tendre enfance la jeune Émilie est initiée au monde du théâtre par sa mère qui l’y emmène régulièrement. C'est donc assez naturellement qu'Émilie Caen décide à l'adolescence de devenir actrice. 
Après son bac, elle entre en 1997 à l’école d'art dramatique Perimony pour trois ans. Puis elle poursuit sa formation au studio Pygmalion (en 2001 et 2002), elle participe à un stage avec Anton Kouznetsov en 2003 ;  elle est ensuite admise en stage à l’Actor's Studio avec John Strasberg en 2005 à New-York,.

### Carrière
En même temps qu'elle mène et achève sa formation, Émilie Caen débute au théâtre en 1998 dans la pièce : Sur la grande route, mise en scène par Delphine Lacroix,. Puis on la retrouve dans Ball-trap en 1999 (mise en scène de Sandrine Rigaux), puis dans L'Illusion comique en 2001 (mise en scène de Catherine Schaub), la pièce de Corneille qu'elle reprendra en 2002 (mais dans une mise en scène d'Anton Kouznetsov),. Par la suite, au début des années 2000, elle joue dans quelques courts-métrages et elle fait ses débuts à la télévision en décrochant des petits rôles dans des épisodes des séries Caméra Café, Homicides, Commissaire Cordier et Sections de recherches,.
Le cinéma lui ouvre ses portes un peu plus tard pour son premier long métrage, en 2007, avec un rôle dans la romance franco-canadienne de Jennifer Devoldère (sortie en 2009) : Jusqu'à toi au côté de Mélanie Laurent. Elle joue ensuite la galeriste dans Intouchables, plus gros succès de l’année 2011 en France. L’actrice enchaîne avec d’autres comédies produites en France, décrochant des rôles secondaires dans Vive la France de Michaël Youn ou La Clinique de l'amour de son ami Artus de Penguern, qui fait à nouveau appel à elle lorsqu’il tourne le clip Benjamin pour le chanteur Florent Marchet.
En 2012, elle décroche le rôle principal, en duo avec Michèle Bernier dont elle joue l'assistante, de la série Injustice sur TF1. En 2013, les téléspectateurs découvrent l'actrice dans un tout nouveau rôle, Nadine Pitou, l'institutrice de l'école primaire de la série Pep's sur TF1. La série obtient un grand succès (record d'audience à 8,6 millions).
En 2014, elle est à l'affiche de la comédie Qu'est-ce qu'on a fait au Bon Dieu ?. Elle y joue Ségolène, l'une des filles de la famille Verneuil, une artiste peintre dépressive, mariée avec un homme d'origine chinoise au grand dam de ses parents, des bourgeois traditionalistes pleins de préjugés, interprétés par Chantal Lauby et Christian Clavier.
En 2015, elle participe à la mini-série Le Mystère du lac diffusée sur TF1 et à la série Un village français sur France 3. En 2016, elle joue le rôle principal d'un épisode de Joséphine, ange gardien : Enfants, mode d'emploi. Au début de l’année 2017, son retour est confirmé dans Qu'est-ce qu'on a encore fait au Bon Dieu ?.
En juin 2018, elle a un rôle secondaire dans la série Qu'est ce qu'on attend pour être heureux ? puis, en décembre de la même année, elle incarne le rôle féminin principal dans la série Papa ou maman, au côté de Florent Peyre.
En 2019, le film Qu'est-ce qu'on a encore fait au Bon Dieu ? sort en salles. Dans cette suite, son personnage, Ségolène Verneuil, souhaite s'installer en Chine avec son mari et ses enfants, estimant que ce pays comprendrait mieux son art grâce à un acheteur potentiel découvert sur Internet. Elle incarne à nouveau ce personnage dans le troisième opus, Qu'est-ce qu'on a tous fait au Bon Dieu ?, qui sort en 2022.
La même année Émilie Caen est aussi à l'affiche (au cinéma) de l'attachante comédie de Nadège Loiseau : Trois fois rien, où elle joue un second rôle important (et premier rôle féminin) : Nadia, l'employée de la Française des jeux qui apprend aux trois amis SDF la somme exacte qu'ils ont providentiellement gagnée au loto et qui, se prenant d'amitié pour eux, va les guider un peu dans le dédale administratif qui s'ouvre devant eux pour pouvoir encaisser leur gain. Le film, décrit comme « une belle histoire de rédemption, d'amour et d'humour », reçoit un bon accueil critique et un certain succès public.

## Filmographie
Sauf indication contraire, les informations mentionnées dans cette section peuvent être confirmées par les bases de données cinématographiques IMDb et Allociné,  présentes dans la section « Liens externes ».

### Cinéma

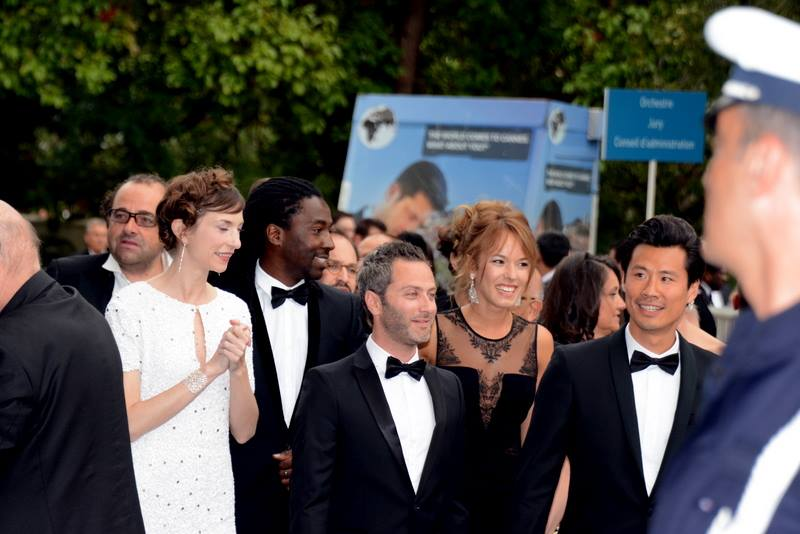
Emilie Caen (à gauche en robe blanche) au festival de Cannes 2014, avec une partie de l'équipe de Qu'est-ce qu'on a fait au Bon Dieu ?, dont (de gche à dte) : Noom Diawara, Philippe de Chauveron, Élodie Fontan, Frédéric Chau.

- 2004 : Hautement populaire (court-métrage) de Philippe Lubac
- 2007 : Périphérique Blues (court-métrage) de Slony Sow : une prostituée
- 2007 : Made in Taïwan (court-métrage) d'Alexandre Mehring : la mariée
- 2008 : Jusqu'à toi de Jennifer Devoldere : Caren
- 2009 : À la lune montante (court-métrage) d'Annarita Zambrano) : Margot
- 2009 : J'attendrai (court-métrage) de Christelle Raynal : Marie
- 2011 : L'Art de séduire de Guy Mazarguil : la belle passante
- 2011 : Intouchables d'Olivier Nakache et Éric Toledano : la galeriste
- 2012 : La Clinique de l'amour d'Artus de Penguern : Cathy
- 2012 : Cloclo de Florent Emilio Siri : Geneviève Leroy
- 2013 : Ogres niais (court-métrage) de Bernard Blancan : Madame Surdel
- 2013 : Vive la France de Michaël Youn : l'hôtesse de Fly2France
- 2013 : Les Beaux Jours de Marion Vernoux : l'hôtesse des Beaux Jours
- 2014 : Qu'est-ce qu'on a fait au Bon Dieu ? de Philippe de Chauveron : Ségolène Verneuil-Ling
- 2014 : 24 jours d'Alexandre Arcady : lieutenant Barsac
- 2015 : La Fin du dragon (court-métrage, « coup de cœur » du Jury à Cannes[7]) de Marina Diaby : Marianne
- 2016 : L'Insecte (court-métrage) d'Elsa Blayau :
- 2016 : Supermarket (court-métrage) de Pierre Dugowson
- 2016 : El Negro (court-métrage) de Yannick Privat : Cécile
- 2017 : Pour la galerie (court-métrage) de Philippe Safir : Gwennaelle Gerbert
- 2018 : La Finale de Robin Sykes : Delphine Verdi
- 2018 : Bonhomme de Marion Vernoux : Muriel
- 2018 : Voyez comme on danse de Michel Blanc : Laura
- 2018 : Tout ce qu'il me reste de la révolution de Judith Davis : Annabel
- 2019 : Premières Vacances de Patrick Cassir : Géraldine
- 2019 : Qu'est-ce qu'on a encore fait au Bon Dieu ? de Philippe de Chauveron : Ségolène Verneuil-Ling
- 2020 : L'Esprit de famille d'Éric Besnard : la psy
- 2020 : Ducobu 3 d'Élie Semoun : Mlle Ghislaine Rateau
- 2020 : Tout nous sourit de Mélissa Drigeard : Valérie
- 2022 : Qu'est-ce qu'on a tous fait au Bon Dieu ? de Philippe de Chauveron : Ségolène Verneuil-Ling
- 2022 : Trois fois rien de Nadège Loiseau : Nadia
- 2022 : Ducobu Président ! d’Élie Semoun : Mlle Ghislaine Rateau, la professeure de musique
- 2022 : Tondex-2000 (court-métrage) de Jean Baptiste Leonetti : Nathalie
- 2023 : Hawaii de Mélissa Drigeard : Sonia (le premier rôle)[3]
- 2024 : Ducobu passe au vert de Élie Semoun : Mlle Ghislaine Râteau
- 2024 : Fêlés de Christophe Duthuron : Louise
- 2025 : Haut les mains de Julie Manoukian : Olympe
- 2025 : Une fille en or (ex-titre provisoire : Une fille en dessous de tout[15]) de Jean-Luc Gaget[16]

### Télévision
▶Autre source : Magazine Première, « Emilie Caen, actrice », sur premiere.fr (consulté le 7 juillet 2025)..
- 2001 Alerte à l’Élysée
- 2003 : Caméra Café (série télévisée), épisode spécial Ça va déchirer ce soir : la candidate du Bachelor (puis aussi en 2013[1])
- 2005 : Inséparables (série télévisée), épisode Drôles de zèbres : l'infirmière no 2
- 2005 : Joséphine, ange gardien (série télévisée), épisode La Couleur de l'amour : la médecin
- 2006 : Commissaire Cordier (série télévisée), épisode Témoin à abattre : Clara
- 2006 : Julie Lescaut (série télévisée), épisode Écart de conduite : Karen
- 2008 : Scénarios contre les discriminations (collection de courts métrages), épisode Et si... :
- 2008 : Rien dans les poches (téléfilm) de Marion Vernoux : Océane adulte
- 2008 : Tongs et Paréo (série télévisée)
- 2009 : Pour ma fille (téléfilm) de Claire de la Rochefoucauld : Isabelle
- 2009 : Équipe médicale d'urgence
- 2009 : Section de recherches (série télévisée), épisode Millésime meurtrier de Denis Amar : Sarah Gautier
- 2009 : Groland
- 2010 : Commissaire Magellan (série télévisée), épisode Théâtre de sang de Claire de la Rochefoucauld : Béatrice Nérac
- 2010 : Les Dames (série télévisée), épisode Dame de cœur de Charlotte Brandström : Sabine Renoult
- 2011 : Scènes de ménages
- 2012 : Injustice (mini-série) de Benoit d'Aubert : Vanessa Grenier
- 2013 : WorkinGirls (série télévisée) de Sylvain Fusée
- 2013 à 2015 : Pep's (série télévisée) : Mme Pitou
- 2013 : Joséphine, ange gardien (série télévisée), saison 14, épisode En roue libre : Caroline Meunier, une cliente de Christophe Giovanni
- 2013 : Profilage (série télévisée), saison 4, épisode De père en fils : Karine Langlois
- 2014 : Pilules bleues (téléfilm) de Jean-Philippe Amar : Alexia
- 2014 : La Loi (téléfilm) de Christian Faure : Marie-France Garaud
- 2015 : Le Mystère du lac (mini-série) de Jérôme Cornuau : Valérie Fournont
- 2016 : Vous les femmes (série télévisée), saison 5 inédite : vedette invitée
- 2016 : Joséphine, ange gardien (série télévisée), saison 17, épisode Enfants, mode d'emploi : Zoé
- 2016 : Un village français (série télévisée), épisodes 61 à 66 : la mère d'Hortense
- 2017 : Candice Renoir (série télévisée), saison 5, double épisode Ce que femme veut... : Nicole Ganay
- 2018 : Qu'est ce qu'on attend pour être heureux ? (série télévisée) : Sophie Bouchard
- 2018 : Papa ou maman (série télévisée) : Isabelle Mendès
- 2020 : Le Bureau des légendes (série télévisée), saison 5, 2 épisodes : Audrey
- 2020 : César Wagner (série télévisée), épisode Sombres desseins : Caroline Vettel
- 2021 : Je l'aime à mentir (téléfilm) de Gabriel Julien-Laferrière : Ambre
- 2021 : Into the Night (série télévisée), saison 2 : l'ambassadrice Théa Bessit
- 2021 : Les Petits Meurtres d'Agatha Christie (série télévisée), saison 3, épisode Meurtres du 3e type : Sylvia Denaux
- 2022 : Clemenceau, la force d'aimer (téléfilm) de Lorraine Lévy : Marguerite Baldensperger
- 2023 : Les Bracelets rouges (série télévisée), saison 5 : Sophie
- 2024 : Mémoire vive d'Arnaud Malherbe : Marianne
- 2025 : Frotter frotter de Marion Vernoux : Fanny Delerme (rôle principal)[3]
- 2025 : Les Ailes collées de Thierry Binisti : Blanche (rôle principal)[3]

## Théâtre
Sauf indication contraire ou complémentaire, les informations mentionnées dans cette section peuvent être confirmées par la base de données Les Archives du spectacle.
▶Autre source : Théâtre on line, « Emilie Caen », sur theatreonline.com (consulté le 7 juillet 2025).
- 1998 Sur la Grande route, mise en scène de Delphine Lacroix
- 1999 Ball-trap, mise en scène de Sandrine Rigaux
- 2001 L'illusion comique, mise en scène de Catherine Schaub
- Les mots sur la table, mise en scène d'Henri Ronse
- Le rire des poète, mise en scène d'Henri Ronse
- Caravane des poètes, lecture
- 2002 L'illusion comique, mise en scène d'Anton Kouznetsov
- 2003 Tania Tania, mise en scène d'Anton Kouznetsov
- 2007 La sœur du Grec[1]
- 2010 : Le Grand Jour de Vincent Azé, mise en scène de Michèle Bernier et Morgan Spillemaecker, Théâtre du Splendid
- 2011 A deux lits du délit de Derek Benfield, mise en scène de Jean-Luc Moreau
- 2013 Les Bulles, de Claire Castillon, mise en scène de Marion Vernoux
- 2018 : Au-delà de la forêt, le monde de Inês Barahona et Miguel Fragata, Festival d'Avignon